# Kolb Studio
Le Kolb Studio est un ancien studio photographique américain situé à Grand Canyon Village, dans le comté de Coconino, en Arizona. Installé dans un bâtiment construit à compter de 1904 et qui abritait en même temps une maison familiale, il est protégé au sein du parc national du Grand Canyon. Il constitue par ailleurs une propriété contributrice au district historique de Grand Canyon Village, un district historique inscrit au Registre national des lieux historiques depuis le 20 novembre 1975.